# توم جاكسون (لاعب كرة قدم)
توم جاكسون (بالإنجليزية: Tom Jackson)‏ هو لاعب كرة قدم بريطاني (وحمل سابقاً جنسية المملكة المتحدة لبريطانيا العظمى وأيرلندا) في مركز الظهير، ولد في 12 نوفمبر 1878، وتوفي في 1916. لعب مع نادي سانت ميرين.

## وصلات خارجية
- توم جاكسون على موقع قاعدة بيانات كرة القدم.إي يو (الإنجليزية)